# 人民团结党—社会党
人民团结党—社会党（冰岛语：Sameiningarflokkur alþýðu – Sósíalistaflokkurinn），也译作统一社会党，是冰岛的一个已不存在的共产主义政党。该党成立于1938年，由冰岛共产党和社会民主党左翼合并而成。1956年，该党与平等协会及独立政治家Hannibal Valdimarsson组成政党联盟人民联盟。1968年，人民联盟改组为单一政党。同年不久，人民团结党—社会党并入人民联盟。